# Třída Rudderow
Třída Rudderow (jinak též třída TEV) byla třída eskortních torpédoborců amerického námořnictva z období druhé světové války. Postaveno jich bylo celkem 22 kusů. Dalších 50 bylo dokončeno v podobě rychlých transportních lodí (APD) třídy Crosley. Plavidla využívala trupu převzatého od třídy Edsall, měla však dva 127mm kanóny a jinak pojatý velitelský můstek.

## Pozadí vzniku

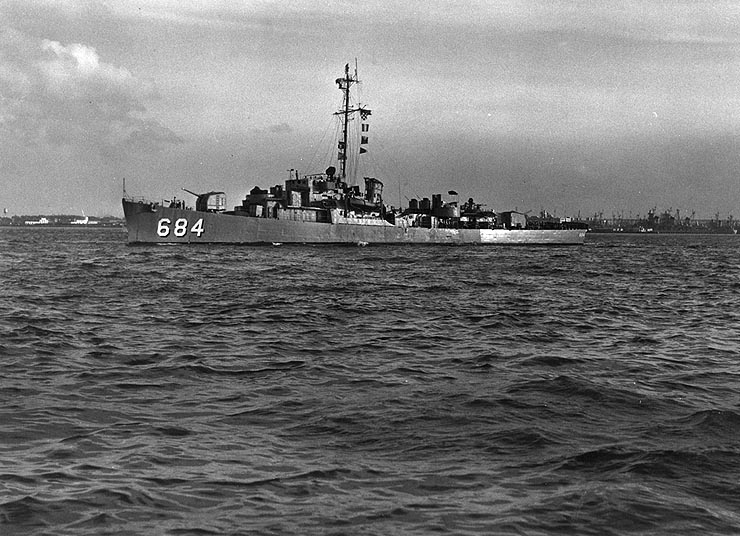
USS DeLong (DE-684)

Americké loděnice postavily celkem 72 jednotek této třídy, z nichž 22 sloužilo jako eskortní torpédoborce a 50 jako útočná transportní plavidla kategorie APD. Objednávka dalších 179 jednotek byla roku 1943 zrušena. Na stavbě se podílely loděnice Bethlehem-Hingham (28), Bethlehem-Quincy (9), Consolidated (3), DeFoe (15), Charleston Navy Yard (11) a Philadelphia Navy Yard (6). Do služby vstupovaly v letech 1943–1945.

## Konstrukce

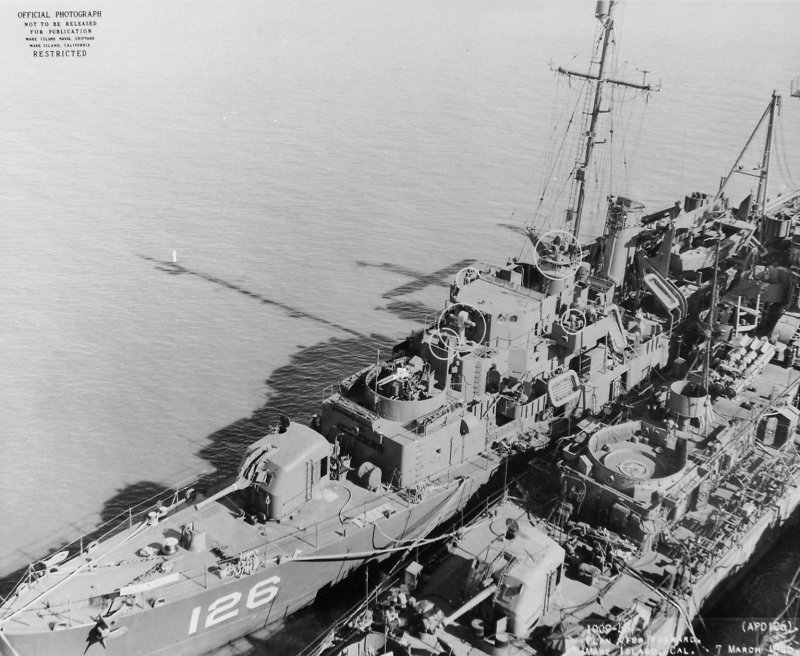
USS Gosselin (APD-126)

Plavidla nesla dva 127mm kanóny v jednohlavňových věžích, které doplnily čtyři 40mm kanóny Bofors a deset 20mm kanónů Oerlikon. Dále nesly jeden tříhlavňový 533mm torpédomet. K napadání ponorek sloužil jeden salvový vrhač hlubinných pum Hedgehog, dále osm a dvě skluzavky pro svrhávání hlubinných pum. Pohonný systém tvořily turbíny General Electric, elektromotory a dva kotle. Lodní šrouby byly dva. Nejvyšší rychlost dosahovala 24 uzlů.

## Operační služba
Během druhé světové války lodě této třídy neutrpěly žádné ztráty.

## Zahraniční uživatelé[4]

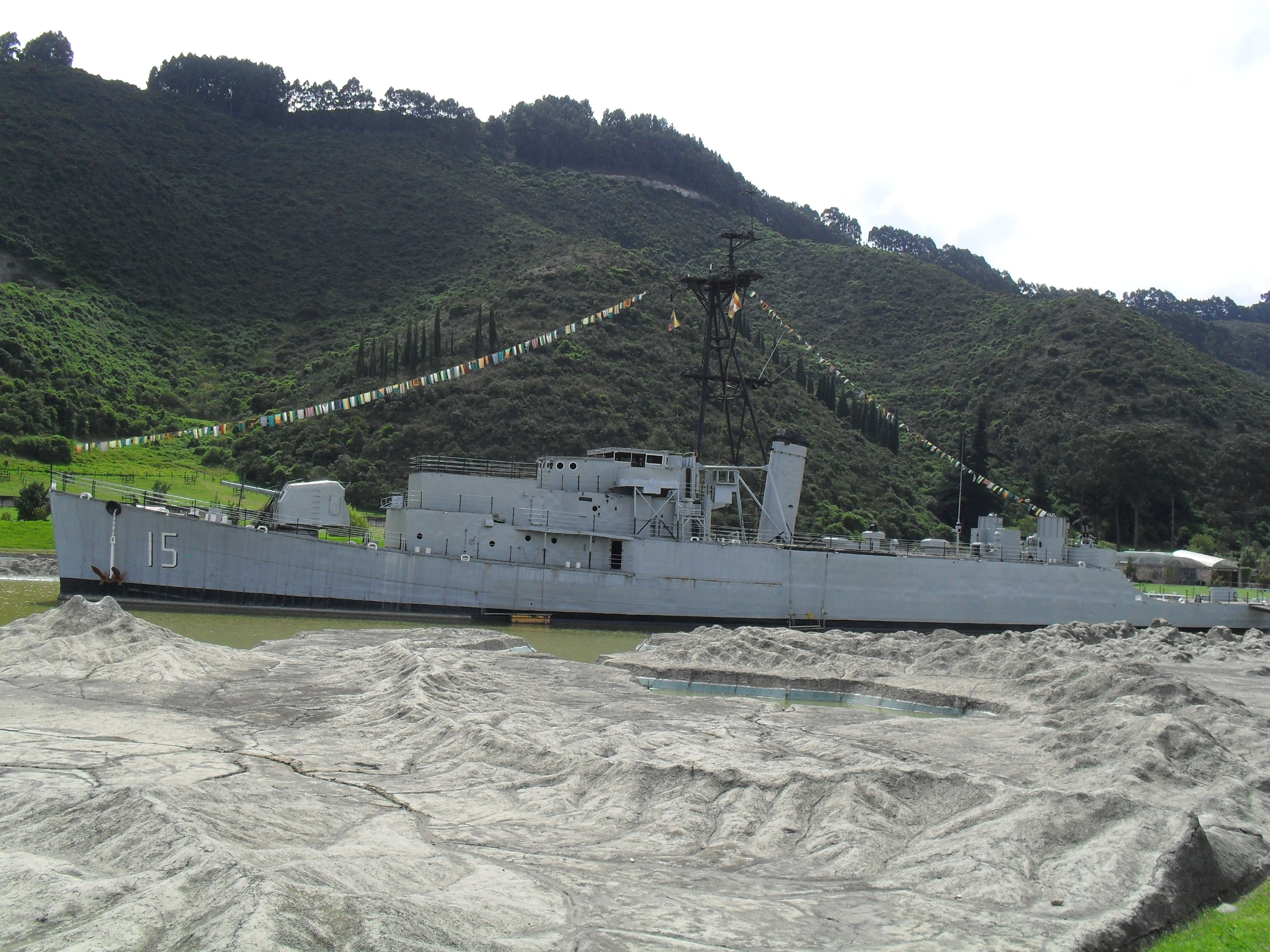
ARC Cordoba (DT-15)

- Ekvádor, Ekvádorské námořnictvo – Ekvádor zakoupil roku 1961 eskortní torpédoborec USS Hunter Marshall (DE-602) a dva APD transporty APD USS Crosley (DE-226) a USS Walter S. Gorka (DE-604) jako hulky.
- Tchaj-wan, Námořnictvo Čínské republiky získalo jeden eskortní torpédoborec třídy Ruderow a osm dalších v podobě transportů APD. Mnohdy sloužily až do 90. let.
  - Eskortní torpédoborce:
    - USS Riley (DE-579), zapůjčen 1969, odkoupen 1974, přejmenován Tai Yuan (DE-27). Vyřazen 1996.

  - APD:
    - USS Kinzer (DE-232, APD-91), prodán roku 1965, sloužil jako Yu Shan (PF-44).
    - USS Register (DE-233, APD-92), prodán roku 1966, sloužil jako Tai Shan.
    - USS Truxtun (DE-282, APD-98), prodán roku 1966, sloužil jako Fu Shan.
    - USS Walter B. Cobb (DE-596, APD-106), prodán roku 1966. Ztracen 21. dubna 1966 během vleku na Tchaj-wan po srážce s fregatou Wen Shan.
    - USS Kline (DE-687, APD-120), prodán roku 1966, sloužil jako Shou Shan. Vyřazen 1997.
    - USS Raymond W. Herndon (DE-688, APD-121), prodán roku 1966, sloužil jako Heng Shan. Vyřazen 1976.
    - USS Donald W. Wolf (DE-713), prodán roku 1965, sloužil jako Hua Shan. Vyřazen 1996.
    - USS Kleinsmith (DE-718, APD-134), prodán roku 1960, sloužil jako Tien Shan. Vyřazen 1993.

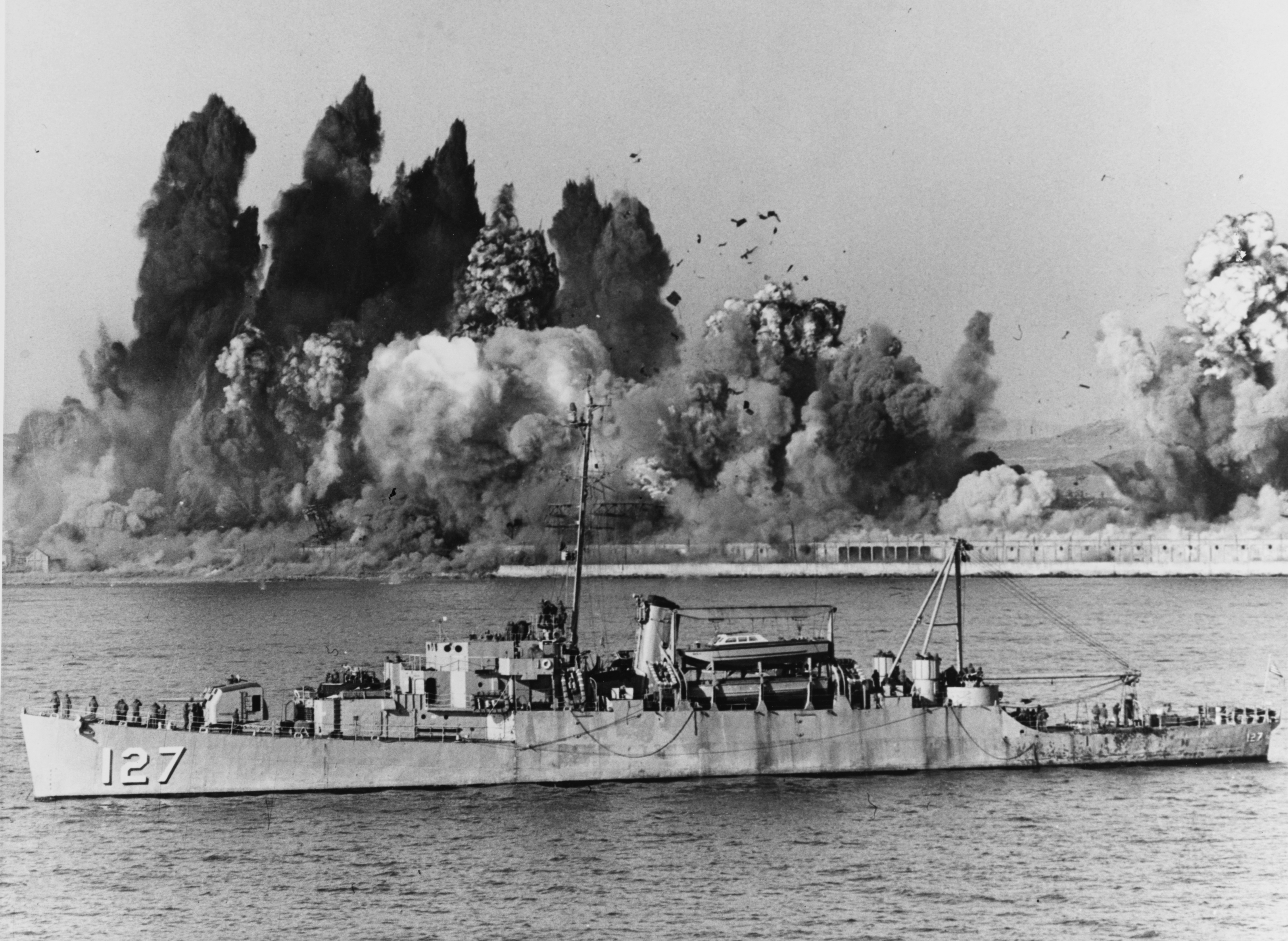
USS Begor (APD-127) za korejské války

- Kolumbie, Kolumbijské námořnictvo zakoupilo pět lodí APD, z nichž dvě zařadilo do služby a tři používalo jako hulky.
  - APD:
    - USS Ruchamkin (DE-228, APD-89), získán roku 1969. Kolumbijské námořnictvo jej provozovalo jako ARC Cordoba (DT-15). Plavidlo bylo zachováno jako muzeum.
    - USS Tollberg (DE-593, APD-103), prodán roku 1965, sloužil jako Almirante Padilla. Vyřazen 1973.
    - USS Brock (DE-234), USS Upham (DE-283) a USS Myers (DE-595), prodány roku 1962 jako hulky.
- Mexiko, Mexické námořnictvo – USS Rednour (DE-592) roku 1969 prodán Mexiku a přejmenován Coahuila. Ještě roku 1999 byl v operační službě.
  - APD:
    - USS Belet (DE-599, APD-109), získán 1963, přejmenován California (B-3). Roku 1972 ztracen po najetí na břeh.
    - USS Earheart (DE-603, APD-113), získán 1963, přejmenován Papaloapan (B-4). Roku 1976 ztracen po najetí na břeh.
    - USS Joseph M. Auman (DE-674, APD-117), získán 1963, přejmenován na Tehuantepec (B-5). Vyřazen 1989.
    - USS Don O. Woods (DE-721, APD-118), získán 1963, přejmenován na Usumacinta (B-6). Vyřazen 1997.
- Korejská republika, Námořnictvo Korejské republiky
  - Eskortní torpédoborce:
    - USS Holt (DE-706), získán 1963, přejmenován Chung Nam, vyřazen 1984.

  - APD:
    - USS William M. Hobby (DE-236, APD-95), získán 1967, přejmenován Chi Ju (PG-87), vyřazen 1989.
    - USS Harry L. Corl (DE-598, APD-108), získán 1966, přejmenován Ah San, vyřazen 1984.
    - USS Julius A. Raven (DE-600, APD-110), získán 1966, přejmenován Ung Po, vyřazen 1984.
    - USS Cavallaro (DE-712, APD-128), získán 1959, přejmenován Kyong Nam, vyřazen 1984.